# Comuna Coșar, Bârzula
Coșar (în ucraineană Олексіївка, transliterat: Oleksiivka) este o comună în raionul Bârzula, regiunea Odesa, Ucraina, formată din satele Glubocec, Nicolaevca și Coșar (reședința).

## Demografie
Componența lingvistică a comunei Coșar
     Ucraineană (89,94%)
     Română (4,79%)
     Rusă (4,1%)
     Alte limbi (0,1%)
Conform recensământului din 2001, majoritatea populației comunei Coșar era vorbitoare de ucraineană (89,94%), existând în minoritate și vorbitori de română (4,79%) și rusă (4,1%).